# Chiesa di San Bartolomeo (Sala Comacina)
La chiesa di San Bartolomeo è un edificio di culto cattolico di Sala Comacina, in provincia di Como.

## Storia e descrizione
La chiesa di San Bartolomeo affonda le proprie origini nel Medioevo, quando si presentava in forme romaniche.  
Al Quattrocento risale un Crocefisso in rilievo nella parete esterna dell'abside, mentre almeno un secolo più antichi sono tre affreschi attualmente presenti all'interno del presbiterio ma - almeno fino alla metà dell'Ottocento - situati anch'essi all'esterno, tra i quali un San Cristoforo e un Sant'Antonio Abate.
In epoche più recenti, la chiesa fu soggetta a importanti ristrutturazioni; particolarmente rilevanti furono gli interventi effettuati nel 1703, quando fu rifatta 'abside, e nel 1848, quando la chiesa divenne sede di parrocchia.
Il presbiterio conserva una pala d'altare di Giovanni Mauro della Rovere, raffigurante una Madonna con Bambino e Santi e realizzata negli anni 1640, oltre a un coro in legno dello stesso periodo. La volta ospita invece un affresco di Carlo Innocenzo Carloni, dipinto raffigurante una Gloria di San Bartolomeo .
Sempre nel presbiterio trova posto un altare maggiore barocco. Quest'ultimo stile artistico caratterizza inoltre in una serie di opere collocate lungo le pareti dell'unica navata, le cappelle laterali e la sacrestia:
- nella prima campata: le tele di un'Adorazione dei Magi e di un'Immacolata,
- nel primo altare: la tela di una Madonna con bambino e i Santissimi Filippo Neri ed Antonio da Padova,
- nella quarta campata a sinistra: la tela di un'Annunciazione,
- in sacrestia, un armadio e alcuni stucchi.

Alla fine del Settecento risalgono invece l'altare, le statue e le tele conservate nella seconda cappella a sinistra, dedicata alla Madonna del rosario. Sul lato opposto, la prima campata ospita un Sant'Alessandro Sauli del XVII secolo, stesso periodo a cui risale una Orazione nel Getsemani conservata nell'altare con colonne tortili della prima cappella, ove trova posto anche un'Immacolata dai tratti maratteschi. Caratteristiche che si ritrovano anche nella pala della seconda cappella di destra, raffigurante Il redentore coi santi Carlo e Giorgio e nell'altare del presbiterio, ispirato alle opere del Borromini.
La chiesa conserva inoltre un organo "Franzetti" del 1874, formato da complessivamente 530 canne.